# 라브렌티 베리야
라브렌티 파블로비치 베리야(러시아어: Лаврентий Павлович Берия, 조지아어: ლავრენტი პავლეს ძე ბერია 라브렌티 파블레스 제 베리아, 1899년 3월 29일~1953년 12월 23일)는 러시아의 공학자, 건축가, 혁명가이자 소련의 정치인, 군인으로 내무인민위원회를 이끌었다.
이오시프 스탈린 치하에서 베리야는 주로 방첩활동, 반대파 탄압, 정치공작을 담당했다.
베리야는 1945년부터 과학 프로젝트의 총책임자가 되었으며 그는 탄도 미사일 및 핵무기 개발을 성공적으로 이끌어었다. 베리야는 방공 분야와 군수 산업을 육성하여 소련을 초강대국의 반열에 올려놓았다.
1953년 스탈린이 사망하자 베리야는 내무부 장관으로 임명되어 실권을 장악했으나, 니키타 흐루쇼프와 그를 돕는 게오르기 주코프가 일으킨 쿠데타로 인해 실각되었으며, 1953년 12월에 반역죄로 처형되었다.

## 생애

### 어린 시절
베리야는 당시 러시아 제국의 영토였던 현재의 조지아 쿠타이시 근방에서 태어났다. 그는 조지아의 소수민족인 밍그렐리아족 출신이다. 그는 고향 근처의 수후미에 있는 기술학교에서 교육받았고, 바쿠에서 기술계열 학생으로서 1917년 3월 볼셰비키에 가입했다.
1919년 그는 아제르바이잔 인민공화국의 보안 조직에서 경력을 시작했다.
1920년에서 1921년 사이 베리야는 러시아 공화국의 비밀경찰이었던 체카에 들어갔다. 이때, 멘셰비키가 지배하던 조지아에서 볼셰비키의 반란이 일어나자, 볼셰비키 군대인 붉은 군대는 이를 지원하기 위해 조지아를 침공하였다. 체카는 이 작전에 크게 관여하였고, 멘셰비키 정부를 축출하였다. 베리야는 이후 체카가 이름을 바꾼 합동국가정치부(OGPU)의 조지아 책임자로 임명되었다.

### 혁명 활동
1924년 베리야는 분리독립을 외치는 조지아 민족주의자들의 봉기를 진압하였고, 이때 어림잡아 10,000여명이 처형된 것으로 추산된다. 무자비한 공적으로 상부의 눈에 들어 남부 캅카스 관할 합동국가정치부(OGPU)의 수장이 되고 적기훈장을 받았다.
1926년 베리야는 조지아 합동국가정치부의 수장이 되었고, 당시 소련 공산당의 서기장이었던 조지아 출신 스탈린에게 소개되었다. 베리야는 이후 스탈린과 정치적 입장을 같이하는 동맹자 혹은 심복으로서 활동하게 되었다.
스탈린의 권력이 점점 확고해짐에 따라 베리야도 승진하여 1931년에는 조지아 공산당 서기에 임명되었다. 그리고 1932년에 승진하여 남캅카스 지역당의 서기장이 되었다.

### 중앙으로 진출하다
1934년 베리야는 소련공산당 중앙위원회의 위원으로 임명되었다. 이때, 그는 그는 그루지아 공산당 동료들, 특히 그루지야 소비에트 사회주의 공화국의 교육장관이던 가이오즈 데브다리아니(조지아어: გაიოზ დევდარიანი)를 공격하기 시작하였다. 그리고 베리야는 고위직에 있던 데브다리아니의 형제인 게오르그와 샬바를 체포해서 처형하라고 명령했다. 그리하여 마침내 데브다리아니는 반혁명행위죄로 체포되어 1938년 처형되었다. 이렇게 베리야는 이렇게 중앙에 있으면서도 자신의 고향이었던 그루지아 공산당을 효과적으로 장악하고 있었다.
1935년까지 베리야는 스탈린이 가장 신임하는 심복이 되어 있었다. 스탈린은 10월 혁명에서 그다지 기여를 못한 자신의 집권을 정당화하기 남캅카즈의 볼셰비키 당의 역사를 다시 썼는데, 이때 베리야의 역할도 크게 과장되었다.

### 정치 활동

#### 스탈린의 심복 활동
1934년 세르게이 키로프의 암살이후 스탈린의 대숙청이 시작되자, 베리야도 남캅카스 지방으로 달려가 숙청을 실시했다. 이 지역은 소련 설립당시부터 민족간 , 여러 정파간의 갈등으로 정세가 매우 불안정했기 때문에, 베리야의 숙청은 이런 불안요소들을 뿌리 뽑으려는 것이었다.

#### 내무인민위원회의 수장

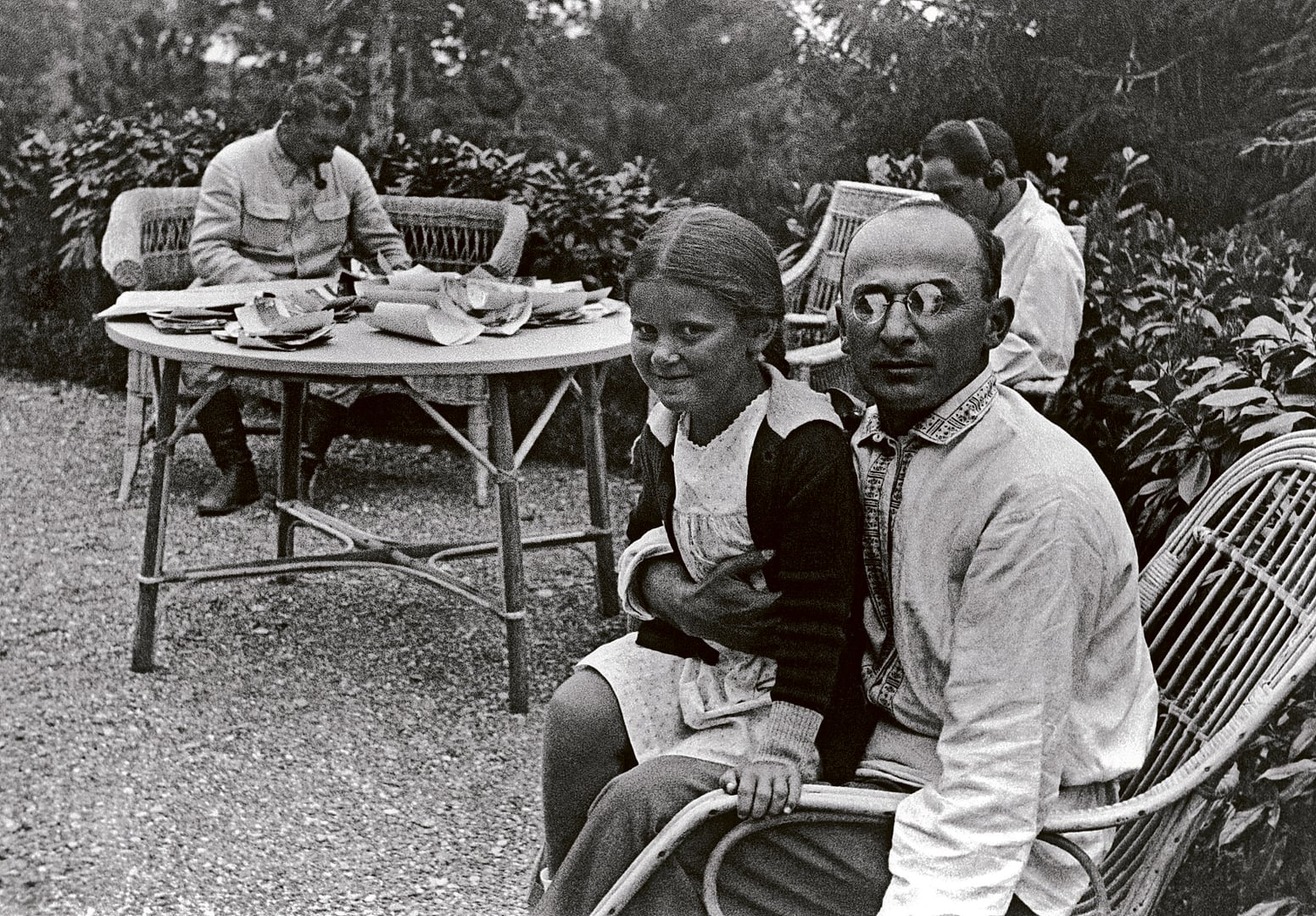
왼쪽부터 스탈린, 스탈린의 딸 스베틀라나 그리고 베리야

1938년 8월 스탈린은 베리야를 모스크바로 소환하여 국가공안기관인 내무인민위원회(NKVD)의 부부장으로 임명하였다. 예조프의 치하에서 내무인민위원회는 대숙청을 실시하였는데, 예조프가 실시한 광범위하고 무자비한 숙청은 특히 경제와 국방분야에서 많은 인재를 유실시켜 국가 전체에 큰 문제점을 야기하였다. 스탈린으로서는 이를 완화할 필요가 있었다. 이해 9월 베리야는 내무인민위원회의 국가보안행정부의 책임자가 되었고, 11월에는 위원장이 되었다. 이후 위원회 내부에서 숙청작업이 일어났고, (전임부장이었던 예조프는 1940년 공교롭게도 위원회에 체포되어 반혁명죄로 처형되어 자신의 전임자로서 자신에게 처형되었던 겐리흐 야고다의 전철을 밟게된다.), 인력의 반이 베리야의 충복들로 채워졌는데, 그들은 대부분 캅카즈 지역 출신이었다.
베리야는 대숙청의 주된 책임자로 알려져 있으나, 실제로 대숙청으로 알려진 대부분의 체포와 처형은 전임 내무인민위원장이었던 니콜라이 예조프 시절에 이루어졌다. 사실 베리야는 공포정치를 어느정도 완화하는 작업을 행하여 100,000명의 죄수들이 석방되었고, 공식적으로도 예조프를 규탄하면서 그의 책임하에서 공안기관의 가혹행위가 있었음을 인정하기도 하였다. 그럼에도 불구하고 베리야의 치하에서도 체포와 처형은 계속되었으며, 특히 폴란드와 발트 3국의 병합이후, 이들 나라에서 내무인민위원회가 행한 민족주의자들의 체포와 처형은 대부분 그의 손으로 이루어졌다.
1939년 3월, 베리야는 당 정치국의 후보위원이 되었다. 그는 1946년까지 정치국의 정위원이 되지 못했지만, 그는 이미 소련의 고위 지도자의 한명이었다. 1941년 그는 국가보안총장에 임명되었는데, 이 자리는 군대식 계급을 가지고 있던 소련 보안부문 조직에서 군대의 원수에 해당하는 자리였다.

#### 제2차 세계대전
1940년 5월 베리야는 스탈린에게 보고를 보내 벨라루스와 우크라이나에 수용되어 있던 폴란드군 장교출신 포로들은 소련의 안보를 위하여 신속히 처형해야 한다고 의견을 상신했다. (카틴 숲의 학살 참조) 이는 실제로 실시되어, 수많은 폴란드의 장교와 지식계급이 처형되었다.
베리야가 감독하고 있던 소련의 첩보망은 여러번 스탈린에게 나치독일의 침공이 임박했음을 보고했으나, 스탈린은 이를 무시, 소련의 초기 대참패를 초래한다.
1941년 2월, 베리야는 소련의 내각격인 인민위원회의 부의장에 임명되었다. 그리고 6월 독소전쟁이 발발하자, 그는 국가방위위원의 위원이 되었다. 베리야는 후방에 위치한 NKVD 수용소(굴라크)에서 수백만의 수용인들에게 강제노역을 실시하여 전시 군수품을 생산하도록 하였다. 베리야는 말렌코프와 함께 군용 항공기의 생산을 책임졌고, 이때부터 베리야와 말렌코프의 정치적 동맹이 시작되었다.
1944년 독일군이 소련에서 축출되자 베리야는 독일에 부역했던 소련내 소수민족에 대한 처리를 맡게 되었다. 그리하여 체첸, 크림 타타르, 볼가 독일인은 후에 중앙아시아로 집단 강제이주되었다.
1944년 12월 내무인민위원회는 소련의 핵무기 개발을 책임지게 되었다. 당시 맨하탄 계획으로 핵무기를 개발하고 있던 미국과 영국은 이를 비밀로 하고 있었음에도 불구하고, 소련측은 스파이망을 동원하여 이 전모를 파악하고 있었다. 베리야는 위원회의 정보망을 총 동원하여 각종 세부자료를 빼냈고, 이는 소련의 핵개발에 크게 기여하였다. 1949년에 소련의 핵개발은 완료되었고 핵실험에서도 성공했다. 그러나 이런 것들보다도 그가 소련의 핵무기 개발에 더 기여한 것은 우라늄 채취와 농축작업에 필요한 수많은 공장들을 비밀리에 설하기 위원회가 운영하는 수용소에 수감된 죄수들을 광범위하게 이용한 것이다.
1945년 7월 소련의 경찰, 보안조직의 계급이 군대조직과 동일하게 전환되자, 그는 군대의 주코프와 동일한 계급인 원수에 임명되었다. 그는 사실 군경력이 전혀 없지만, 제2차 세계대전에서 소련의 승리에 크게 기여했다.

### 전후 정치
스탈린의 나이가 70세에 이르자, 그 심복들은 후계권력을 차지하기 위해 보이지 않는 암투를 시작하였다. 전쟁의 말기에서는 레닌그라드 지역당의 지도자였고, 1946년에는 문화정책을 총괄하던 안드레이 즈다노프가 가장 유력한 후계자로 보였다. 베리야는 즈다노프를 저지하기 위해 말렌코프와 정치적 동맹을 결성하였다.
1946년 1월, 베리야는 내무인민위원장을 사임했지만, 그후에도 부수상의 직함으로 국가안보 조직에 일정한 영향력을 행사하였다. 그러나 새로운 내무인민위원장인 세르게이 크루글로프는 베리야의 심복이 아니었다. 또한 1946년 여름에는 베리야 심복인 프세블로트 메르쿨로프가 또다른 보안조직인 국가안전부 부장에서 해임되고 빅토르 아바쿠모프로 대체되었다.
그루글로프나 아바쿠모프는 보안 조직에서 베리야의 부하들을 새로운 인물들로 교체하기 시작했다. 유일하게 정보-보안 조직에서 남은 베리야의 부하는 내무부 장관이었던 스테판 마물로프였다. 아바쿠모프는 베리야를 무시하고 즈다노프와 제휴하거나 스탈린의 직령으로 음모적인 계획을 꾸몄다. 이는 최종적으로 베리야를 겨눈 것이라는 설이 있다.
이것의 첫 번째는 1946년 10월에 벌어졌던 소위 "유대인 반파시스트 위원회 사건"이었다. 이것은 사실 1942년 베리야의 주도로 유대인을 반나치 선전에 동원하기 조직된 것이고, 베리야의 측근중에는 유대인이 상당수 포함되어 있었기 때문에 이는 베리야에게 정치적 흠집을 냈다.
즈다노프는 1948년 8월 급사하였고, 베리야와 말렌코프는 선수를 쳐서 "레닌그라드 사건"이라는 음모적 계획을 실행하였다. 이는 즈다노프의 심복들을 제거하기 위한 것이었다. 약 2천명가량의 처형자 명단에는 경제학자인 알렉세이 쿠즈네초프, 레닌그라드 지역당 책임자인 표트르 로디오노프 등이 포함되어 있었다. 한편 즈다노프가 사망한 뒤, 베리야-말렌코프 연합에 맞설수 있는 가능한 대안으로 흐루쇼프가 거론되기 시작하였다.
즈다노프의 죽음으로 소련내에서 시작된 반유대주의가 멈추지는 않았다. 베리야는 소련군이 점령한 여러 중앙유럽 국가에 괴뢰정권을 세우는 것을 감독하였는데, 그가 선택한 상당수의 지도자가 유대인이었다. 1948년부터 아바쿠모프는 이러한 지도자들에 대한 조사를 실행하여, 1951년 11월 체코의 정치인인 루돌프 슬란스키 등을 체포하였다. 이들은 이스라엘에 체코제 무기를 공급하는 등, 시오니즘과 국제주의, 그리고 티토의 추종자 혐의으로 체포되었고, 재판에서 유죄판결을 받고 처형되었다. 그러나 체코제 무기를 이스라엘에 판매할 수 있도록 허가한 것은 베리야의 지시였기 때문에, 이는 첨예한 이슈였다. 폴란드와 다른 소련의 위성국가에서도 유대인 지도자들에 대한 체포가 실시되었다.
이때를 즈음하여, 아바쿠모프는 세묜 이그나티예프로 교체되었는데, 이 사람은 더더욱 반 유대주의 운동을 가속하였다. 1953년 1월 13일, 프라우다는 "유대인 의사 음모 사건"가 밝혀졌다고 발표하였다. 저명한 유대인 의사들이 소련의 고위층을 독살하려는 음모를 꾸몄다는 혐의로 체포되었다. 동시에 반유대주의적 캠페인이 소련의 언론에서 펼쳐졌다. 이 사건에서 스탈린의 지시로 국가안전부는 37명의 의사를 체포하였고 그중 17명이 유대인이었다. 이 사건의 여파로 소련 내의 모든 유대인들을 소련의 극동으로 강제이주시키려는 계획이 실시되었다.
스탈린이 3월 5일 사망한 이후, 베리야는 체포된 모든 의사들을 석방하였고, 이 모든 것들이 조작되었다고 발표했다. 그리고 이 사건을 꾸민 혐의로 국가보안부 내의 여러 기관원들이 체포되었다. 그리하여 유대인들을 모두 이주시키려던 계획은 취소되었다.
스탈린은 1950년대 초반부터 베리야를 점점 의심하였으며, 조지아에 있던 베리야의 심복들을 숙청하여 베리야의 권력을 약화시켰다.

### 스탈린의 죽음
1953년 3월초, 스탈린은 베리야와 다른 소련 지도자들과 저녁식사를 한 후, 잠자리에 들었다가 의식을 잃었고 4일 후인 3월 5일 사망하였다.
스탈린의 죽음은 점점 스탈린의 신임을 잃어가던 베리야가 꾸민 음모라는 설이 있다. 몰로토프는 자신의 회고록에서 베리야가 자신이 스탈린을 독살했다는 것을 자랑스럽게 말했다고 주장하였다.
베리야의 독살설을 뒷받침하는 또다른 증거는, 스탈린이 의식을 잃은 후, (의사의 접근이 방해되어) 여러시간동안 의료적 처지가 지연된 것이다. 또한 독극물인 워파린(warfarin)을 쓰면, 스탈린이 의식을 잃은 것과 같은 비슷한 증상이 나올수 있다고 한다.
스탈린의 죽음이후, 베리야는 제1부수상에 임명되었으며, 소련 내각에서 가장 막강한 권한을 가지고 있던 내무부 장관이 되었는데, 베리야는 이를 국가보안부와 합병하여 다시한번 소련의 공안-정보기관의 총책임자가 되었다. 한편 베리야의 동맹자였던 말렌코프는 새로운 수상이 되었고, 스탈린 사후 초기의 최고권력자였다. 베리야는 말렌코프에 뒤이어 제2인자였으나, 말렌코프는 개인적 약점이 많았기 때문에, 베리야가 최고권력자로 등극하는 것은 시간 문제로 보였다. 다른 경쟁자인 흐루쇼프는 당서기가 되었다.

### 베리야의 실용화정책
베리야는 실권을 잡은 후, 적극적으로 스탈린의 폭압통치를 완화하는 실용화 정책을 폈다. 그리하여 스탈린 사망 직전에 벌어졌던 "유대인 의사 음모사건"등이 공안기관에 의해 조작되었다고 규탄하고, 관련자들을 석방하였다. 또한 100만에 달하는 비정치범을 강제수용소에서 석방했고, 고문 금지 법안을 발표하기도 하였다. 특히 정치국을 설득하여 소련의 위성국가들에 대해 소련의 통제를 완화하는 정책을 실시하기도 하였다. 그리고 경제정책에 대한 당의 통제력도 줄였다.
이런 베리야의 경제 개혁정책에 대해 그 의도에 대해서는 의견이 갈린다. 어떤 학자들은 이것은 단지 베리야가 권력을 장악하려는 술책이었다고 주장한다. 그들은 만약 베리야가 진심으로 이런 정책을 실시했다고 해도, 그의 과거 경력때문에 소련을 자유화하는 것은 힘들었다고 주장한다. 소련의 개혁자들의 필수적인 과제는 내무인민위원회와 같은 공안-정보기관을 당의 통제하에 놓는 것이었는데, 정보기관이 권력기반이었던 베리야가 이를 실행하기는 어렵다고 보기 때문이다. 반면 다른 학자들은 베리야가 정말로 개혁을 실행하려고 했는데, 그가 제거된 것 때문에 소련의 개혁이 결국 늦어져 40년 후의 고르바초프 시대가 되어서야 개혁을 실시할 수 있었다고 주장한다.

### 몰락
베리야의 이력을 고려할때, 그의 경쟁자들이 베리야의 의도에 대해 의구심을 품은 것은 놀랄만한 일이 아니다. 흐루쇼프는 베리야, 말렌코프와 연합하는 것을 거부했지만, 흐루쇼프는 처음에 그들에 맞설수 있을 만큼 강력하지는 못했다.
흐루쇼프에게 기회가 온 것은 1953년 6월 동베를린에서 소련에 반대하는 시위가 일어났을 때였다. 베리야의 경쟁자들은 실용적인 베리야가 미국과 협상하여 대규모 원조를 받는 대신 독일 통일을 용인할지도 모른다고 생각했다. 소련의 고위 지도자들 베리야의 실용화 정책이 소련의 안보에 위험하다고 생각하였다. 그리하여 흐루쇼프는 몰로토프, 불가닌 뿐만 아니라 베리야의 동맹자였던 말렌코프까지 설득하여 베리야에 반대하는 동맹을 결성하였다.
1953년 6월 베리야는 체포되었고, 모스크바 인근의 모처에 감금되었다. 베리야의 몰락에 대해서는 확실한 설이 없고, 여러 가지 설이 있다. 어떤 설에 의하면 흐루쇼프가 6월 26일 당 정치국 회의를 소집해 베리야를 공격했고, 그가 영국의 정보기관과 거래를 하고 있다고 고발했다. 베리야는 이런 갑작스러운 공격에 어쩔줄을 몰랐고, 몰로토프와 다른 당 고위직들도 베리야에 대한 공격에 가담하였다. 흐루쇼프는 베리야의 즉각해임을 제안했고, 말렌코프가 자기 책상의 벨을 누르는 것을 신호로 주코프 원수와 무장군인이 들이닥쳐 갑작스럽게 베리야를 체포하였다고 한다.
베리야는 모스크바 구치소에 감금되었다가, 후에 모스크바 군관구 사령부 벙커로 옮겨졌다. 국방장관이었던 불가닌은 병력을 이동시켜 베리야에 충성하는 군부대의 구출 시도에 대비했다. 이와 함께, 베리야의 심복들도 대다수 체포되었다.
당기관지인 프라우다는 7월 10일 되어서야 베리야의 체포를 보도했다. 이 신문은 이를 말렌코프의 공적으로 돌렸으며 베리야는 국가와 당에 대한 범죄적 행위때문에 체포되었다고 전했다. 12월, 프라우다는 베리야와 6명의 공범이 "외국의 정보기관에 고용되어 수년동안 소련의 권력을 잡고 자본주의를 회복시키려고 했다"고 보도했다.
베리야와 그 관련자들은 이반 코네프 원수가 주재한 소련 대법원의 특별법정에서 재판을 받았다. 그는 변호인이나 항고의 권리도 없이 진행되었으며 53년 12월 23일 베리야 이하 관련자들은 다음과 같은 죄목으로 유죄판결을 받아 모두 사형을 언도받는다.
- 반역: 판결문은 증거는 없지만 베리야가 외국정보기관들과 관계를 맺고 있다고 주장했다. 특히 1941년 불가리아를 통하여 나치독일과 평화교섭을 맺으려고 시도한 것이 반역죄로 몰렸다. 사실 이것은 스탈린과 몰로토프의 지시였지만, 이는 판결문에 언급되지 않았다. 또한 1942년 베리야는 북 캅카스의 방위를 원조했는데, 판결문은 베리야가 독일군이 북캅카즈를 점령하도록 용인했다고 주장하였다. 또한 권력을 잡기 위해, 베리야는 소련의 영토를 자본주의 국가에 할양하려고 했다고 말했다. 이것은 아마도 베리야가 외국과의 관계를 개선하기 위해 정책담당자들에게 2차대전 이후 획득한 영토, 즉 카렐리아를 핀란드에게 칼리닌그라드를 독일에게, 쿠릴 열도를 일본에게 되돌려주는 방안을 검토한 것을 지칭한 것으로 보인다.
- 테러: 베리야는 (독소전쟁이 발발했던) 1941년 10월 재판없이 25명의 정치범을 처형하라고 명령했다.
- 러시아내전 기간중의 반혁명행위: 1919년 베리야는 아제르바이잔 민주 공화국의 보안기관에서 일했다. 이 나라는 후에 붉은 군대의 침공을 받아 소련에 병합되었다.

베리야를 제외한 6명의 관련자들은 사형 판결직후 바로 총살형으로 다같이 사형이 집행되었으며, 베리야도 사형 선고일(23일) 당일에 따로 총살형을 당했다고 한다. 그의 시체는 화장되어 모스크바 인근 돈스코이 수도원 묘지 3번 공동묘지에 묻혔다. 일설에 의하면 베리야는 사형판결을 받고 무릎을 꿇고 감형을 애원했다고 한다. 파벨 바티츠키 상장이 직접 총으로 총살했다는 주장도 있다.
일설에 따르면 재판과정은 후대에 조작된것이며 체포과정에서 이미 살해되었다는 주장도 있다. 베리야의 아들 세르고 베리야가 전한 다른 설에 의하면 1953년 6월 26일 베리야는 자택에서 군병력에 의해 습격받았고, 그때 즉사했다고 한다. 특히 베리야의 재판을 담당한 판사가 세르고에게 살아있는 베리야를 보지 못했다고 증언했다고 한다.

### 베리야 사후
베리야의 아들인 세르고(조지아어: სერგო)와 아내인 니나 게게치코리(조지아어: ნინა გეგეჭკორი)는 스베르들롭스크로 추방되었고, 1964년 석방되었다. 니나는 1991년 사망하였고, 세르고는 2000년에 사망하였다. 세르고는 일관되게 아버지를 옹호하였다.
베리야의 죽음이후, 국가보안부는 내무부로부터 분리되었고, "부(러시아어: Министерство 미니스테르스트보[*])" 단위의 기관에서 "위원회(러시아어: Комитет 코미테트[*])" 단위의 기관으로 조직이 축소되어 국가보안위원회(러시아어: Комитет государственной безопасности, КГБ)로 바뀌었다. 이후로도 소련의 정보 기관의 책임자들은 베리야가 가졌던 만큼 막강한 권력을 갖지는 못하게 되었다.
2000년 5월 소련 붕괴후의 러시아의 대법원은 베리야 유족들이 신청한 1953년의 판결에 대한 재심요청을 기각하였다. 러시아 의회는 소련시절 행해졌던 허위 정치재판의 희생자들을 재심할 수 있는 법을 입법하였고, 베리야의 유족들은 이 법에 의거해 신청을 한 것이었다. 그러나 법원은 "베리야는 본인이 압제자이고 희생자라고 볼 수 없다"는 이유로 이를 기각한 것이다. 그러나 베리야의 공범들에 대한 재심요청은 받아들여져서, 이들에게 적용된 죄목은 국가반역죄가 아닌 권력남용죄로서 사형에서 25년 징역형으로 사후감형되었다.

## 일화
베리야에 대해서 여러 성적 추문이 전해지는데, 그중 하나는 권력을 이용하여 수많은 여성을 납치하여 강간하였다는 것이고, 그중에는 10대 소녀도 있다는 설도 있다. 또한 베리야가 강간에 끝나지 않고 폭행까지 가한 사디스트라는 설도 있다. 이런 것들은 주로 흐루쇼프나 베리야의 정적에 의해 폭로되었다. 그러나 아들 세르고를 비롯한 베리야의 측근들은 이를 부인하고 베리야를 깎아내리기 위해 조작된 것이라고 주장했다.

## 같이 보기
- 소련의 역사
- 캉성